# Lúcia Murat
Lúcia Maria Murat de Vasconcelos ou Lúcia Murat, née le 24 octobre 1948 à Rio de Janeiro, est une réalisatrice brésilienne qui a participé à la guérilla contre la dictature militaire au Brésil (1964-1985).

## Biographie
Fille de médecin, elle fait des études d'économie. Elle participe au mouvement étudiant et, quand paraît le décret AI-5, elle entre dans la lutte armée au sein du MR-8. Capturée, elle reste emprisonnée pendant trois ans dans la Vila Militar et dans le complexe pénitentiaire de Gericinó. 
Son expérience de la prison et des tortures se retrouve dans son travail, aussi bien dans ses documentaires que dans ses fictions.
En 1989, son film Que Bom Te Ver Viva est primé au Festival du film brésilien de Brasilia.
Son film Brava Gente Brasileira est présenté au Festival international du film de Toronto 2000. Quase Dois Irmãos, sur la dictature militaire, est présenté au Festival international du film de Toronto 2004.
Son film Praça Paris est sélectionné au Festival international du nouveau cinéma latino-américain de La Havane 2017. Elle fait partie du jury de ce festival l'année suivante.
Elle a aussi coproduit des films, comme le film argentin Nobody's Watching (2017).

## Réalisatrice

### Documentaires
- 1984 : O Pequeno Exército Louco (pt) (sur la guerre civile au Nicaragua)
- 1989 : Que Bom Te Ver Viva (pt) (sur la torture pendant la dictature au Brésil), avec Irene Ravache
- 2006 : Olhar Estrangeiro (pt) (sur la représentation du Brésil à l'étranger)
- 2011 : Uma Longa Viagem (pt) (sur les années 1960-1970), avec Caio Blat

### Fiction
- 1997 : Doces Poderes (pt), avec Antônio Fagundes, avec José de Abreu
- 2000 : Brava Gente Brasileira (pt)
- 2005 : Quase Dois Irmãos (pt), avec Caco Ciocler, Werner Schünemann, Maria Flor
- 2007 : Maré, Nossa História de Amor (pt), avec Marisa Orth
- 2013 : A memória que me contam, avec Franco Nero
- 2018 : Praça Paris (pt)